# 찰스 W. 모스

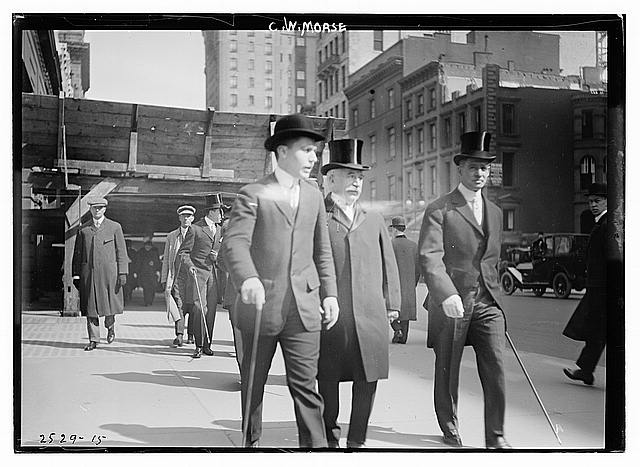
찰스 W. 모스 (가운데), 1912–1915년경 사진.

찰스 위먼 모스(Charles Wyman Morse, 1856년 10월 21일 - 1933년 1월 12일)는 20세기 초 월스트리트의 악명 높은 사업가이자, 투기꾼이었다.

## 초기 경력
모스는 1856년 메인주 배스에서 밴저만 위만과 애나 엘리자 제인 (로드버드) 모스의 아들로 태어났다. 그의 아버지는 케네벡 강에서 견인차 사업을 하는데 큰 역할을 담당했다. 찰스는 보든 칼리지를 다니던 대학생 때 이미 선적 사업에 관계하고 있었다. 1877년 졸업을 했을 때, 그는 막대한 자본을 축적할 수 있었다. 대학을 졸업하고, 그의 아버지와 사촌인 해리 F. 모스와 함께 사업을 꾸리기 시작했으며, C.W. 모스 & 컴퍼니를 설립하고 얼음과 목재를 선적하는 사업에 뛰어들었다.
1884년 4월 14일, 그는 뉴욕 출신의 해티 비셥 허쉬(메인주 조선소 T. J. 사우스하드의 손녀)와 결혼을 했다. 그녀는 3남 1녀를 낳았고, 1897년에 사망했다.
그의 사업적인 관심이 커짐에 따라, 모스는 보스톤으로 이주하였다가 1897년에는 뉴욕 시로 갔다.